# Giandomenico Mesto
Giandomenico Mesto est un footballeur italien né le 25 mai 1982 à Monopoli. Actuellement au Panathinaïkos, il joue le plus souvent au poste de milieu droit.
Depuis le 27 mai 2007, il est citadin honoraire de la ville de Reggio de Calabre.

## Carrière
| Saison                | Club                  | Championnat           | Championnat | Championnat | Coupe(s) nationale(s) | Coupe(s) nationale(s) | Compétition(s) continentale(s) | Compétition(s) continentale(s) | Compétition(s) continentale(s) | Italie | Italie | Total | Total |
| Saison                | Club                  | Division              | M.          | B.          | M.                    | B.                    | Comp.                          | M.                             | B.                             | M.     | B.     | M.    | B.    |
| 1999-2000             | Reggina               | Série A               | 1           | 0           | 0                     | 0                     | -                              | -                              | -                              | -      | -      | 1     | 0     |
| 2000-2001             | Cremonese             | Série B               | 19          | 0           | 0                     | 0                     | -                              | -                              | -                              | -      | -      | 19    | 0     |
| 2001-2002             | Fermana               | Série B               | 31          | 6           | 0                     | 0                     | -                              | -                              | -                              | -      | -      | 31    | 6     |
| 2002-2003             | Reggina               | Série A               | 10          | 0           | 4                     | 0                     | -                              | -                              | -                              | -      | -      | 14    | 0     |
| 2003-2004             | Reggina               | Série A               | 24          | 0           | 4                     | 0                     | -                              | -                              | -                              | -      | -      | 28    | 0     |
| 2004-2005             | Reggina               | Série A               | 35          | 1           | 1                     | 0                     | -                              | -                              | -                              | -      | -      | 36    | 1     |
| 2005-2006             | Reggina               | Série A               | 35          | 0           | 1                     | 0                     | -                              | -                              | -                              | 2      | 0      | 38    | 0     |
| 2006-2007             | Reggina               | Série A               | 33          | 0           | 4                     | 0                     | -                              | -                              | -                              | 1      | 0      | 38    | 0     |
| 2007-2008             | Udinese               | Série A               | 28          | 2           | 1                     | 0                     | -                              | -                              | -                              | -      | -      | 29    | 2     |
| 2008-2009             | Genoa CFC             | Série A               | 28          | 0           | 3                     | 0                     | -                              | -                              | -                              | -      | -      | 31    | 0     |
| 2009-2010             | Genoa CFC             | Série A               | 36          | 5           | 0                     | 0                     | C3                             | 6                              | 0                              | -      | -      | 42    | 5     |
| 2010-2011             | Genoa CFC             | Série A               | 36          | 2           | 2                     | 0                     | -                              | -                              | -                              | -      | -      | 38    | 2     |
| 2011-2012             | Genoa CFC             | Série A               | 31          | 1           | 2                     | 0                     | -                              | -                              | -                              | -      | -      | 33    | 1     |
| 2012-2013             | SSC Naples            | Série A               | 0           | 0           | 0                     | 0                     | C3                             | 0                              | 0                              | -      | -      | 0     | 0     |
| Total sur la carrière | Total sur la carrière | Total sur la carrière | 348         | 17          | 23                    | 0                     | -                              | 6                              | 0                              | 3      | 0      | 380   | 17    |

## Palmarès
- SSC Naples :
  - Coupe d'Italie
    - Vainqueur (1) : 2013-2014

  - Supercoupe d'Italie
    - Vainqueur (1) : 2014

- Italie espoirs :
  - Championnat d'Europe de football espoirs
    - Vainqueur (1) : 2004

- Jeux olympiques :
  - Médaille de bronze à Athènes 2004

### Mérite
- Ordre du Mérite de la République italienne
  - Rome, 27 septembre 2004, sur l'initiative du Président de la République.